# Bartholomaea sessiliflora
Bartholomaea es un género monotípico de plantas  perteneciente a la familia Salicaceae. Su única especie: Bartholomaea sessiliflora. Se distribuye desde México a Belice.

## Taxonomía
Bartholomaea sessiliflora fue descrita por (Standl.) Standl. & Steyerm. y publicado en Publications of the Field Museum of Natural History, Botanical Series 22(4): 252, en el año 1940.
Sinonimia
- Bartholomaea paniculata Lundell
- Lunania sessiliflora Standl.[2]